# Nino Rossello
Nino Rossello (fl. XX secolo) è stato un calciatore italiano, di ruolo centrocampista.

## Carriera
Con il Pastore Torino, una squadra di calcio italiana militante in massima serie negli anni venti con sede a Torino, disputa 4 gare nel campionato di Prima Divisione 1922-1923.